# Douglas Baird
Sir Douglas Baird, britanski general, * 1877, † 1963.